# Phellinopsis
Phellinopsis Y.C. Dai – rodzaj grzybów z rodziny szczeciniakowatych (Hymenochaetaceae).

## Systematyka i nazewnictwo
Pozycja w klasyfikacji według Index Fungorum
Phellinopsis, Hymenochaetaceae, Hymenochaetales, Incertae sedis, Agaricomycetes, Agaricomycotina, Basidiomycota, Fungi.
Gatunki
- Phellinopsis andina (Plank & Ryvarden) Rajchenb. & Pildain 2015
- Phellinopsis asetosa L.W. Zhou 2014
- Phellinopsis conchata (Pers.) Y.C. Dai 2010 – tzw. czyreń muszlowy
- Phellinopsis helwingiae L.W. Zhou & W.M. Qin 2013
- Phellinopsis junipericola L.W. Zhou 2013
- Phellinopsis lonicericola L.W. Zhou 2017
- Phellinopsis overholtsii (Ginns) L.W. Zhou & Ginns 2014
- Phellinopsis resupinata L.W. Zhou 2013
- Phellinopsis tibetica L.W. Zhou 2017

Wykaz gatunków (nazwy naukowe) na podstawie Index Fungorum. Nazwy polskie według checklist Władysława Wojewody..